# Sankeng
Sankeng är en köping i sydöstra Kina. Den ligger i stadsdistriktet Qingxin i staden Qingyuan i provinsen Guangdong, omkring 70 kilometer nordväst om provinshuvudstaden Guangzhou. Antalet invånare är 41 076. Befolkningen består av 20 050 kvinnor och 21 026 män. Barn under 15 år utgör 16,0 %, vuxna 15-64 år 72 %, och äldre över 65 år 11,0 %.